# هوسوهتنی
هوسوهِتِنی (به مجاری:  Hosszúhetény) یک شهرداری در مجارستان است که در ناحیه پچ واقع شده‌است. هوسوهتنی ۴۵٫۲۷ کیلومتر مربع مساحت و ۳٬۳۶۰ نفر جمعیت دارد.

## خواهرخوانده
شهرهای الفدارف و مورولو خواهرخوانده‌های هوشسوهتنی هستند.